# Espostoa melanostele
Espostoa melanostele , es una especie de planta fanerógama de la familia Cactaceae. 

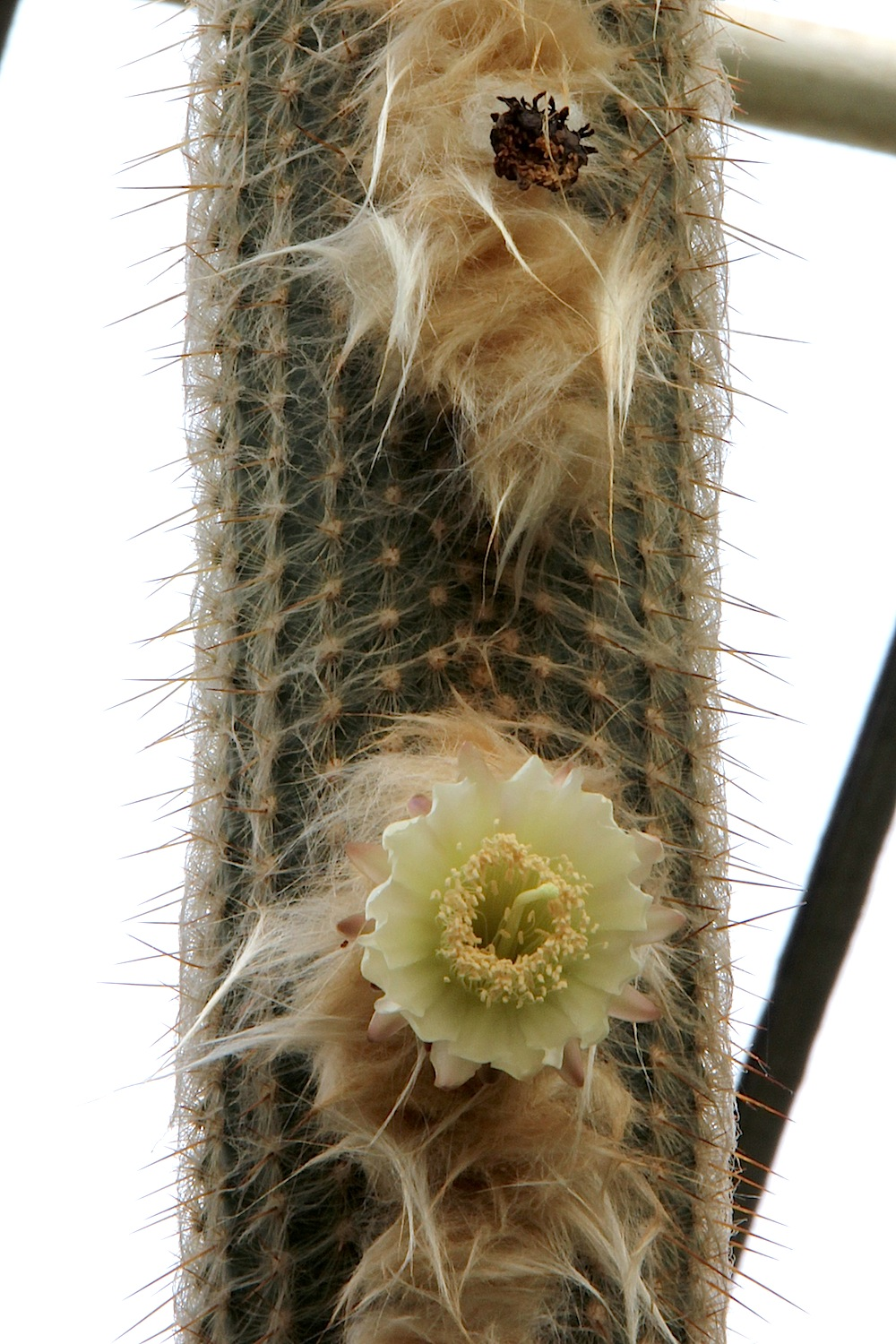
Detalle de la flor

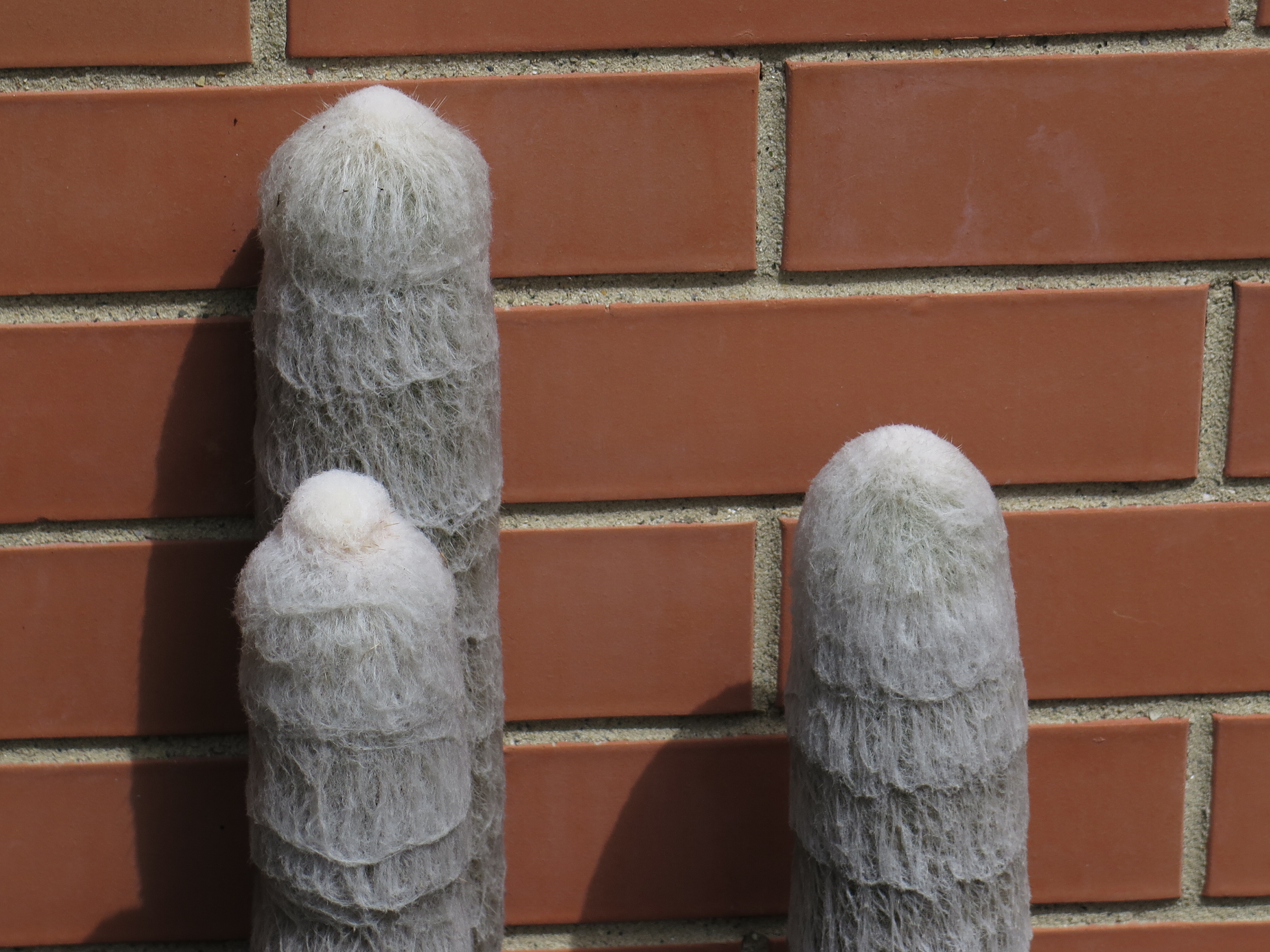
Anillos de crecimiento

## Distribución
Es endémica de Perú. Es una especie común que se ha extendido por todo el mundo.[cita requerida]

## Descripción
Espostoa melanostele crece ramificada desde la base. De forma arbustiva crecen hasta los 2 metros de altura y hasta 10 cm de diámetro. Tiene alrededor de 18 a 25  costillas. Las areolas muy numerosas y poco espaciadas con pelos densos blanquecinos a marrón  de hasta 1 cm de largo, que abarca toda la tira. Las 1-3 espinas centrales son primero amarillas y de color negro con el tiempo. Tienen una longitud de hasta 10 cn. Las 40 a 50 espinas radiales son, sin embargo, de solo 0,5 a 1 centímetro de tamaño. El cefalio es blanquecino, amarillento o marrón y de unos 50 a 70 centímetros de largo. Incluye hasta 8 costillas.
Las flores son de color blanco en forma de campana, de 5 a 6 cm de largo y hasta 5 centímetros de diámetro. El pericarpio está salpicado de pequeñas escamas, el tubo es más grande con escamas pilosas. Los frutos son de color blanco verdoso a rojizo de 5 cm de largo y de gran diámetro.

## Taxonomía
Espostoa melanostele fue descrita por (Vaupel) Borg y publicado en Cacti 112. 1937.
Etimología
Espostoa: nombre genérico  fue nombrado en honor de Nicolas E. Esposto, botánico vinculado con el  Colegio Nacional de Agricultura de Lima.
Sinonimia
- Cephalocereus melanostele basónimo
- Pseudoespostoa melanostele
- Pilocereus haagei
- Espostoa haagei
- Binghamia melanostele (Vaupel) Britton & Rose
- Cereus melanostele (Vaupel) A.Berger
- Espostoa melanostele f. inermis (Backeb.) Krainz
- Haageocereus melanostele (Vaupel) W.T. Marshall
- Pseudoespostoa melanostele var. inermis Backeb.[3]